# Burg Wernsberg (Neustadt an der Aisch)
Die abgegangene Burg Wernsberg war eine mittelalterliche Höhenburg der Hohenlohe bzw. von ihr eingesetzter Ministeriale nördlich der Einöde Virnsbergerhaag, Gemeindeteil der Kreisstadt Neustadt an der Aisch im mittelfränkischen Landkreis Neustadt an der Aisch-Bad Windsheim im Bundesland Bayern.
Der Burgstall ist ein Bodendenkmal nach der Bayerischen Denkmalliste, die auf Basis des bayerischen Denkmalschutzgesetzes vom 1. Oktober 1973 erstellt wurde.

## Lage
Die Burg lag auf dem Schauerberg, heute auch Schlossbuck genannt, zwischen Unternesselbach und Schauerheim, nördlich der Einöde Virnsbergerhaag. Der Berg gehört zur heutigen Gemarkung von Schauerheim.

## Geschichte
Möglicherweise befand sich schon um 900 eine frühmittelalterliche Turmburg auf dem Areal, die wohl zur Kontrolle einer Altstraße und als Schutz vor Ungarn-Einfällen angelegt war. Sie wird als Werk der Babenberger oder ihrer Ministerialen angesehen. Die spätere mittelalterliche Burg entstand dagegen erst im 12. oder 13. Jahrhundert.
Angeblich soll um 1150 ein erster miles de Wernisperg in einer Hohenloher Urkunde genannt wurden sein. Schippke sieht sie als Ministeriale der Herren von Hohenlohe. Zwischen 1230 und 1250 sollen von Ihnen 500 Gulden zum Ausbau der Burg verbaut worden sein.
Mit Friedrich von Hohenlohe-Wernsberg (* vor 1267; † 23. Dezember 1290), Sohn Albrechts I. von Hohenlohe-Hohenlohe († 1269/1271) und der Udelhild von Berg-Schelklingen († 1271), verheiratet mit Sophia von Henneberg (* vor 1263; † nach 1313) scheint erstmals der Name der Burg auf. Im Hohenlohischen Urkundenbuch wurde die Veste Wernsberg am 23. Mai 1305 anlässlich der Übergabe der Burg von Heinrich von Hohenlohe an seinen Vetter Konrad genannt.
1319 nennt sich ein Heinrich von Hohenlohe de Wernsperc. Vermutlich hat er die Burg nach 1290 von Friedrich übernommen. 1327 tritt er die Burg und seine mannschaft ... zu Wernsperg mit Zustimmung seiner Gattin Elisabeth an den Bamberger Fürstbischof Heinrich II. von Sternberg ab, behält sich alber lebenslanges Nutzungsrecht vor. 1349 wird ein Hohenlohe zu Uffenheim als Besitzer der Burg genannt. Schon 1388 soll sie im Städtekrieg teilweise beschädigt wurden sein.
1412 wird die Burg als Heiratsgut von Elisabeth, der Tochter des Burggrafen Johann (III. von Nürnberg) erwähnt. Vermutlich wurde sie als angebliches Raubritternest um 1523 durch den Enkel Kasimir des Markgrafen Albrecht von Brandenburg (genannt Albrecht Achilles) als eine von mehreren kleinen Burgen um Neustadt zerstört. 1504 wird sie aber andererseits bereits als abgegangen und als öd Schloss, heyst Wernsperck bezeichnet.

## Beschreibung
Nur noch aus Oberflächenvertiefungen kann man eine Umwallung, drei Halsgräben und Gebäude vermuten. Über das genaue Aussehen der Burg liegen keine Beschreibungen vor. Die Höhenburg wird als Ministerialenburg des 13. Jahrhunderts angesehen.
Reliefdaten zeigen ein Burgplateau von etwa 610 Meter Umfang, das langelliptisch West-Ost ausgerichtet etwa 250 Meter lang ist und Nord-Süd nur maximal 67 Meter Ausdehnung aufweist. Die Burg war in drei Teile gegliedert, entweder mit einer Kernburg und zwei Vorburgbereichen oder dreiteilig als eine mögliche Ganerbenburg. Aus den Reliefdaten (und im Luftbild) lassen sich im Kernburgbereich ein eigener nahezu kreisrunder Burggraben und eine mächtige Gebäudestruktur erschließen, möglicherweise ein Wohnturm oder Bergfried. Außerdem ist im 18. Jahrhundert noch ein steinerner Rundturm bezeugt.
Im östlichen Bereich deuten sich zwei Gebäudeumrisse an, während das westliche Plateau bis auf eine Struktur im Nordwesten nahezu eben ist. Hier ist schwach nach Norden ein Versturz bzw. eine Verschüttung sichtbar. Der mächtige Halsgraben, der Kernbereich und westlichen Teil trennt, ist etwa 20 Meter breit und noch bis drei Meter tief. Die anderen beiden Halsgräben sind zum Teil verschüttet. An den beiden Enden des mittleren und östlichen Halsgrabens sind noch gut die Aufschüttungen des ausgegrabenen Materials des jeweiligen Halsgrabens sichtbar.